# Vert-le-Petit
 Vert-le-Petit  es una población y comuna francesa, en la región de Isla de Francia, departamento de Essonne, en el distrito de Évry y cantón de Mennecy.

## Demografía
| 1307 | 1875 | 1816 | 1798 | 2025 | 2422 |
| Para los censos de 1962 a 1999 la población legal corresponde a la población sin duplicidades (Fuente: INSEE [Consultar]) |      |      |      |      |      |

Forma parte de la aglomeración urbana de Ballancourt-sur-Essonne.